# توماس باورز
توماس باورز (بالإنجليزية: Thomas Bowers)‏ هو موسيقي أمريكي، ولد في 1823 في فيلادلفيا في الولايات المتحدة، وتوفي في 3 أكتوبر 1885.